# Calommata simoni
Calommata simoni es una especie de araña del género Calommata, familia Atypidae. Fue descrita científicamente por Pocock en 1903.
Se distribuye por Zimbabue, Mozambique y Sudáfrica. La especie se mantiene activa durante los meses de enero y febrero.